# Сигнал (радиозавод)
Радиозавод «Сигнал» ― российский завод по производству радиоэлектроники, расположенный в Ставрополе. Основан в 1971 году.

## Общие сведения
Основан в 1971 году, первая продукция выпущена в 1973 году. Выпускал продукцию как военного (например станции радиоэлектронного подавления «Смальта»), так и гражданского назначения (гражданские компьютеры ПК8000 «Веста»). С 2012 года завод входит в АО «КРЭТ» Госкорпорации Ростех.
В настоящее время[когда?] завод производит станции активных помех авиационного, наземного и морского базирования, средства катодной защиты от электрохимической коррозии, приборы учёта и распределения электроэнергии, оборудование для предотвращения асфальто-смоло-парафиновых отложений в нефтяных скважинах и ряд других изделий.
Из-за вторжения России на Украину завод находится под санкциями всех стран Евросоюза, США, Украины и Японии.

## Деятельность

### Продукция
- Техника специального назначения
  - Станция радиопротиводействия для защиты самолётов фронтовой авиации «Гардения»
  - «Тополь-Э» наземная станция помех РЛС самолёта дальнего радиолокационного обнаружения и управления «Хокай»
- Оборудование для катодной защиты от коррозии
- Оборудование для предотвращения асфальто-смоло-парафиновых отложений в нефтяных скважинах
- Средства учёта и распределения электроэнергии, воды и тепла